# آرامگاه بزرگ سلطنتی موریتانی
آرامگاه بزرگ سلطنتی موریتانی
این مکان در سال ۱۹۸۲ در میراث جهانی یونسکو به ثبت رسید.
این آرامگاه مقبره پادشاه بربر جوبا II و ملکه کلئوپاترا سلنه II، حاکمان موریتانی است که در دفن شده‌اند.